# The Dogs of War (brano musicale)
The Dogs of War è un brano musicale del gruppo musicale britannico Pink Floyd, terza traccia del tredicesimo album in studio A Momentary Lapse of Reason, pubblicato il 7 settembre 1987 dalla EMI.
In Australia venne distribuito un 7" promozionale contenente una versione dal vivo di On the Turning Away nel lato B.

## Descrizione
Scritto da David Gilmour e Anthony Moore, la maggior parte del brano è in un tempo lento di 12/8. Dopo un assolo di chitarra blues, il tempo cambia in 4/4. Questo cambiamento di tempo è simile a quello di Money, in cui dopo un assolo di sassofono nel tempo predominante in 7/4 entra un assolo di chitarra in 4/4.

## Formazione
- David Gilmour – chitarra, voce
- Tony Levin – Basso elettrico
- Carmine Appice – percussioni
- Jon Carin – tastiera
- Colin McPhee – sintetizzatore
- Scott Page – sassofono tenore
- Richard Wright – sintetizzatore
- Bill Payne – organo
- Darlene Koldenhaven, Carmen Twillie, Phyllis St. James, Donnie Gerrard – cori